# Neurorealtà
La neurorealtà si riferisce ad una realtà che è guidata da tecnologie che si interfacciano direttamente con il cervello umano. Mentre la realtà virtuale (VR) tradizionale dipende da un utente che reagisce fisicamente agli stimoli esterni (ad esempio, all'oscillazione di un controller per gestire una spada virtuale su uno schermo), un sistema neuroreale si interfaccia direttamente con la biologia dell'utente attraverso un'interfaccia computer-cervello (brain-computer interface, BCI).
Le interfacce computer-cervello sono un mezzo per collegare il cervello alle macchine e possono essere invasive (richiedono un impianto di qualche tipo) o non invasive (si basano su elettrodi o altre tecnologie esterne per rilevare e dirigere i segnali cerebrali).